# Abou Qaswarah
Abou Qaswarah (30 juillet 1965 - 5 octobre 2008), aussi connu sous les noms d'Abu Sara, d'Abou Abderrahmane et de Mohamed Moumou, est un islamiste d'origine marocaine et de nationalité suédoise. Il était l'un des plus éminents responsables de la nébuleuse terroriste d'Al-Qaïda en Irak. Il était considéré comme le no 2 du mouvement dans ce pays, et a été tué deux jours après Abou Rami.

## Biographie
Il naît à Fez, au Maroc en 1965.
Il aurait commencé sa carrière terroriste en Afghanistan au cours des années 1990 où il aurait entretenu des liens avec de hauts-responsables du réseau islamiste. Des sources américaines affirment qu'il aurait été recruté par Ibn al Cheikh Al Libi alias Ali Mohamed Al-Fakheri, en 1996 comme « agent dormant » en Suède.
Il serait l'un des fondateurs du GICM (Groupe islamiste combattant marocain), créé en 2003 par Abdelkrim al-Medjati. Il est l'auteur de communiqués dans la revue du GIA algérien Al Ansar.
Selon le général Mohammed al-Askari, porte-parole du ministère irakien de l'Intérieur, Abou Qaswarah possédait la nationalité suédoise et s'appelait Mohamed Moumou.
De retour d'Afghanistan, il vécut entre la Suède et le Royaume-Uni au cours des années 2000. Il était réputé être le chef d'un groupe de radicaux implanté au sein de la mosquée de Brandbergen à Stockholm . À la suite des attentats du 16 mai 2003 à Casablanca, il est arrêté à Copenhague au Danemark par les autorités marocaines. Il est toutefois relâché au bout d'un mois.
Il rejoint l'Irak et devient l'un des responsables du groupuscule islamiste Ansar al-Sunna, désigné par les autorités américaines comme étant une organisation terroriste en 2004.
Proche du Jordanien Abou Moussab al-Zarqaoui, ancien chef d'Al-Qaïda en Irak, il devient l'un des plus éminents lieutenants de son successeur, l'Égyptien Abou Ayyoub al-Masri, également connu sous le nom d'Abou Hamza Al-Mouhajer.
Il était responsable de plusieurs cellules de combattants islamistes étrangers au nord de l'Irak et supervisait des attaques de grande envergure contre les forces americano-irakiennes. Selon l'armée américaine et devant les difficultés rencontrées par le réseau terroriste dans le pays, Qaswarah aurait été jusqu'à assassiner des activistes souhaitant rentrer dans leur pays d'origine .
En décembre 2006, le Trésor américain gèle les avoirs financiers de cinq personnes accusées de soutenir financièrement Al-Qaïda, dont Mohamed Moumou.
En juin 2007, il est adoubé "émir" de la nébuleuse pour le nord de l'Irak et se fait connaître pour son radicalisme et sa brutalité.

## Décès
Abou Qaswarah est mort le 5 octobre 2008, tué au cours d'une opération menée à Mossoul par l'armée américaine. Blessé au cours d'un échange de tirs, il se suicide en actionnant une veste bourrée d'explosifs, tuant trois femmes et trois enfants. Son décès est annoncé après identification de sa dépouille et confirmé par Al-Qaïda.